# Cratere Kenge
Kenge  è un cratere sulla superficie di Marte.